# Atochabrug
De Atochabrug is een bouwkundig kunstwerk in Amsterdam-Noord.
Deze brug met nummer 937 werd in de jaren tien van de 21e eeuw gebouwd als verbinding tussen twee delen van het Buikslotermeerplein. Op het oostelijke deel van dat plein staat het winkelcentrum Boven 't Y met bijbehorende parkeerplaats; op het westelijke deel (afgeschermd door een singel), dat 2012 hernoemd werd in King's Cross, staat het voormalige stadsdeelkantoor na 2018 in gebruik als stadsloket. De brug werd tevens aangelegd om voetgangers/fietsers in de gelegenheid te stellen vanuit het winkelcentrum het metrostation Noord en bijbehorend busstation te bereiken.
De brug kreeg direct na de oplevering in 2018 haar naam Atochabrug. Het is vernoemd naar Station Atocha in Madrid. In de omgeving zijn meerdere plekken in de openbare ruimte vernoemd naar treinstations als Gare du Nord te Parijs en het eerder genoemde King's Cross te Londen.
<<< · 900 · 901 · 904 · 905 · 906 · 907 · 908 · 909 · 912 · 913 · 914 · 915 · 916 · 917 · 918 · 919 · 920 · 923 · 924 · 930 · 932 · 933 · 934 · 935 · 936 · 937 · 939 · 943 · 944 · 945 · 946 · 947 · 948 · 949 · 950 · 951 · 952 · 953 · 954 · 956 · 957 · 958 · 959 · 960 · 961 · 962 · 963 · 964 · 965 · 966 · 967 · 968 · 970 · 971 · 972 · 973 · 974 · 975 · 978 · 979 ·  980 · 981 · 984 · 985 · 986 · 987 · 988 · 989 · 990 · 991 · 992 · 993 · 994 · 995 · 996 · 997 · 998 · 999 · >>>
Brugnummers  902, 903, 910, 911, 920, 921, 922, 925, 926, 927, 928, 929, 931, 937, 938, 940, 941, 942, 955, 969, 976, 977, 982, 983 zijn niet (meer) vergeven.